# Totasee
Der Totasee (spanisch: Laguna de Tota, Lago de Tota) ist ein in Kolumbien gelegener Hochandensee. Er befindet sich in 3015 Meter Höhe auf dem Gebiet des Departamento Boyacá. Die Länge beträgt zwölf Kilometer, der Umfang 47 Kilometer, die Fläche 56,2 km² und die durchschnittliche Tiefe 58 Meter. Damit ist er das größte Wasserreservoir Kolumbiens. In der nördlichen Hälfte des Sees befinden sich die drei Inseln San Pedro, Cerro Chiquito und Santa Helena, an der Ostseite die Halbinseln Potrero und Susacá. Der See liegt auf dem Gebiet der Gemeinden Aquitania, Cuítiva und Tota. Außerdem liegt die Gemeinde Iza in der Nähe. Die größte Stadt in der Umgebung ist Sogamoso, die sich 15 Kilometer nördlich des Sees befindet. Der See liegt drei Stunden von der kolumbianischen Hauptstadt Bogotá entfernt.
Die Temperaturen in der Nähe des Sees unterliegen starken Schwankungen und liegen im Bereich zwischen 0 und 22 °C.

## Kultur und Tourismus
Die früher am See endemische Vegetation musste Weideland und Ackerflächen weichen, auf denen Kartoffeln und Zwiebeln angebaut werden. Die Waldflächen wurden weitgehend durch Kiefern- und Eukalyptus-Plantagen ersetzt. Die Schönheit der Landschaften in der Umgebung und das kristallklare Wasser machen den See zu einer der Haupttouristenattraktionen Kolumbiens. An der Playa Blanca im Süden des Sees ist Camping möglich, ansonsten locken mehrere Hotels um den See die Touristen an. Weitere Aktivitäten sind Bootsfahrten, Wassersport und der Fischfang. Eine Sehenswürdigkeit in der Ortschaft Aquitania ist die Kathedrale. Die Region um den Totasee galt früher als eines der wichtigsten religiösen Zentren der Muisca-Kultur.
1970 beschrieb die kolumbianische Schriftstellerin Lilia Montaña de Silva Célis in ihrem Werk Mitos, leyendas, tradiciones y folclor del Lago de Tota die Kultur der am See lebenden Bevölkerung.

## Flora und Fauna
In der Umgebung des Sees kommen drei Espeletia-Arten, Halbsträucher aus der Familie der Korbblütler, vor. Dies sind E. jaramilloi, E. tunjana und E. oswaldiana. Zwei endemische Tiertaxa, der Andentaucher (Podiceps andinus) und die Schmerlenwelsart Rhizosomichthys totae sind seit den 1970er beziehungsweise den 1950er Jahren nicht mehr nachgewiesen worden und gelten als vermutlich ausgestorben. Die Nördliche Spitzschwanzente (Anas georgica niceforoi) gilt ebenfalls seit den 1950er Jahren als ausgestorben. 2003 soll es eine Wiederentdeckung dieser Unterart gegeben haben, was jedoch 2008 angezweifelt wurde, da es sich bei den angeblich wiederentdeckten 40 Exemplaren um eine andere Unterart gehandelt habe, die man irrtümlich für Anas georgica niceforoi gehalten hat.
Weitere am Totasee vorkommende Tiertaxa sind Ixobrychus exilis bogotensis (Unterart der Amerikanischen Zwergdommel), Oxyura jamaicensis andina (Unterart der Schwarzkopf-Ruderente), die Bogotáralle (Rallus semiplumbeus) sowie der Apolinarzaunkönig (Cistothorus apolinari).
Im Totasee wurden mehrere Fischarten ausgesetzt, darunter die Regenbogenforelle, die Bachforelle und der Goldfisch. Die Einfuhr dieser und anderer Fischarten in den See führte zu einer Störung des natürlichen Gleichgewichts und zum Verschwinden mehrerer vormals im Totasee heimischen Fischarten.